# افتخار تامی
افتخار تامی (به انگلیسی: Tommy's Honour) یک فیلم سینمایی در ژانر درام تاریخی محصول سال ۲۰۱۶ است که زندگی و مشاغل آن و رابطه پیچیده بین پیشکسوتان گلف بازی اسکاتلندی تام موریس پیر و پسرش تام موریس جوان را به تصویر می‌کشد. این فیلم توسط جیسون کانری کارگردانی شده‌است. این فیلم در جوایز اسکار اسکاتلند بریتانیا در سال ۲۰۱۶ برندهٔ جایزهٔ بهترین فیلم بلند شد.

## بازیگران اصلی
- پیتر مولان در نقش اولد تام موریس، یک قهرمان گلف پیشگام و افسانه ای برای گلف
- جک لودن در نقش تامی موریس، پسر اولد تام و یک گلف باز متخصص در نوع خودش
- افلاس لاویبوند در نقش مگ، زنی که تامی را دوست دارد
- سام نیل در نقش الکساندر بوتبی، کاپیتان باشگاه گلف رویال و باستانی سنت اندروز[۲][۳][۴][۵][۶][۷][۸][۹]

در ژانویه سال ۲۰۱۴ جیسون کانری، فرزند شان کانری، به عنوان کارگردان فیلم اعلام شد.